# Club Deportivo Voleibol Río Duero Soria
El Club Deportivo Voleibol Río Duero Soria se funda en el mes de septiembre de 2013, concretamente el día 10, ante la necesidad de formalizar el movimiento que había surgido a través de la plataforma Salvemos el Vóley para evitar la desparición del voleibol de Superliga en Soria.
Desde la temporada 2013/14 el club cuenta con un primer equipo, el Río Duero Soria militando en Superliga Masculina de Voleibol de España, un equipo filial que juega en 2ª división regional, un equipo juvenil masculino, un cadete masculino, un equipo juvenil femenino y dos equipos cadetes femeninos, que participarán en los Campeonatos de Castilla y León así como una escuela mixta infantil y cadete, cuyo objetivo es promoción y captación de jóvenes valores. También colabora en la organización del torneo de Vóley-Paza que se desarrolla en la plaza de toros de Soria en el mes de agosto.

## Historia
En verano de 2013 tras el anuncio por parte de la Fundación del Club Deportivo Numancia que no puede seguir apoyando el equipo de vóley y que cede los derechos federativos a la peña La Curva Soriana se crea la plataforma "¡Salvemos el voley!" para hacerse cargo de dichos derechos y el 10 de septiembre de 2013 se funda el Club Deportivo Voleibol Río Duero Soria.

### Un proyecto asentado
El club decidió apostar por una plantilla más competitiva para la temporada 2020-21, pese a que se quedaron fuera de la Copa del Rey, consiguieron entrar después de tres temporadas en la eliminatoria por el título de Superliga, llegando a plantarle cara al Unicaja Costa de Almería a quien le consiguieron ganar el primer partido de la eliminatoria en Los Pajaritos. Estuvieron a punto de dar la sorpresa en el Moisés Ruiz llegando a forzar el desempate, aunque lo perdieron por 15-12 y perdiendo en el tercer partido.
Se informó del cambio en el banquillo de Manuel Sevillano después de seis temporadas, quien pasó a desempeñar labores de Dirección General y Deportiva del club en una nueva figura interna que iba encaminada a la profesionalización de su estructura interna. En su lugar, el 5 de mayo de 2021 se anunció el fichaje de Luís Alberto Toribio para ocupar el banquillo celeste las dos próximas temporadas.

## Organigrama

### Primer equipo
| # | Nombre                  | F. Nacimiento            | Estatura | Origen     | Co | Re | Ce | Op | Li |
| --- | ----------------------- | ------------------------ | -------- | ---------- | -- | -- | -- | -- | -- |
| 1 | Esteban Villarreal      | 1 de agosto de 1997      | 1,93 m   | Chile      | x  |    |    |    |    |
| 2 | Manu Salvador Esteban   | 11 de abril de 1986      | 1,92 m   | España     |    | x  |    |    |    |
| 4 | Manuel Sevillano Canals | 2 de julio de 1981       | 1,94 m   | España     |    |    |    |    | x  |
| 7 | Jaime Perez             | 25 de septiembre de 1985 | 1,96 m   | España     | x  |    |    |    |    |
| 9 | Daniel Martín           | 3 de julio de 2003       | 1,90 m   | España     |    | x  |    |    |    |
| 10 | Augusto Renato Colito   | 23 de enero de 1997      | 1,97 m   | Cabo Verde |    |    |    | x  |    |
| 12 | José Villalba Zamora    | 1 de marzo de 2000       | 1,95 m   | España     |    | x  |    |    |    |
| 13 | Juan Francisco Frías    | 22 de julio de 2000      | 1,98 m   | España     |    |    | x  |    |    |
| 15 | Óscar Prades            | 11 de enero de 1995      | 1,89 m   | España     |    | x  |    |    |    |
| 16 | Alberto Salas del Amo   | 13 de septiembre de 1984 | 1,94 m   | España     |    |    | x  |    |    |
| 17 | Javier Izquierdo        | 9 de agosto de 1996      | 1,84 m   | España     |    | x  |    |    | x  |
| 18 | Albert Graells          | 30 de junio de 1995      | 1,98 m   | España     |    |    | x  |    |    |
| 19 | Mario Dos Santos        | 22 de julio de 1998      | 2,00 m   | Brasil     |    |    | x  |    |    |
| 22 | Alejandro San Martín    | 26 de marzo de 1994      | 1,80 m   | España     |    | x  |    |    | x  |
| Entrenador: Manuel Sevillano Canals Asistente: Elías Terés Jiménez Asistente: Enrique Guíu Fisioterapeuta: Miriam Barranco Estadístico: Carlos Petreñas Delegado: María Luisa Romero |                         |                          |          |            |    |    |    |    |    |

### Directiva
- Presidente: Alfredo Cabrerizo Hernández
- Vicepresidente: Samuel Moreno
- Tesorera: Marisa Romero
- Secretaria: Sandra Carreras

## Presidentes
Desde su fundación en 2013 el club ha tenido un presidente.
| País   | Entrenador        | Temporadas  |
| ------ | ----------------- | ----------- |
| España | Alfredo Cabrerizo | 2013 - Act. |

## Entrenadores
Desde su fundación en 2013 el club ha tenido un total de 3 entrenadores en el Primer Equipo.
| País   | Entrenador       | Temporadas  |
| ------ | ---------------- | ----------- |
| España | Alfonso Flores   | 2013 - 2015 |
| España | Manuel Sevillano | 2015 - 2021 |
| España | Alberto Toribio  | 2021 - Act. |

## Palmarés
El palmarés del primer equipo masculino consta de una Copa del Rey, además de dos subcampeonatos de Superliga y otro de Supercopa.
Nota: en negrita competiciones vigentes en la actualidad.
| Competición nacional | Títulos | Subtítulos                |
| -------------------- | ------- | ------------------------- |
| Superliga (0/3)      |         | 2022-23, 2023-24, 2024-25 |
| Copa del Rey (1/0)   | 2023    |                           |
| Supercopa (0/1)      |         | 2023                      |